# Paleorrota

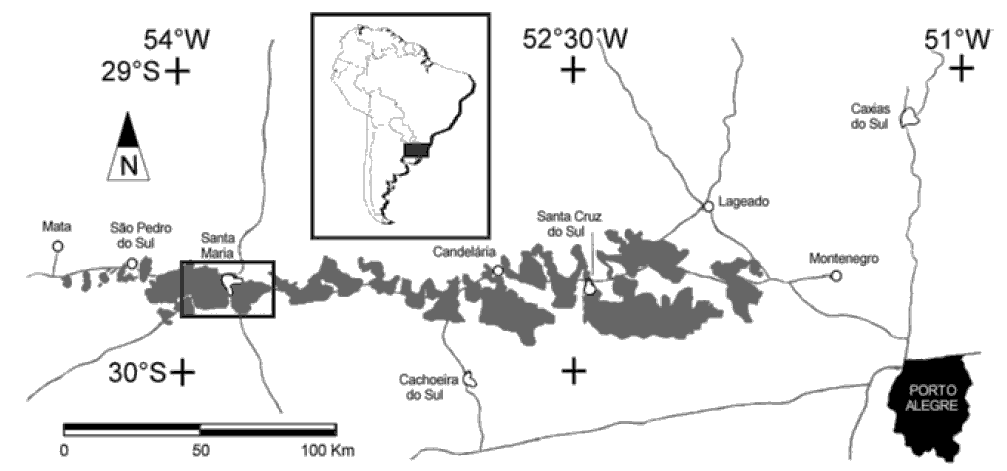
Der Geopark Paleorrota. Quelle: UFSM

Paleorrota (auf Deutsch Paläoroute) ist ein Geopark, der sich über mehrere Zehntausend Quadratkilometer entlang der Bundesstraße 287 im Bundesstaat Rio Grande do Sul im Süden Brasiliens erstreckt. Die dort anstehenden Sedimentgesteine mit ihren Fossilien stammen aus der Trias und dem Perm, den Erdzeitaltern der Existenz des Superkontinents Pangaea. Sie weisen folglich ein numerisches Alter von 290,1 bis 201,3 Millionen Jahren auf. Folgende sedimentäre Formationen sind vertreten (von jung nach alt):
- Caturrita-Formation
- Santa-Maria-Formation
- Sanga-do-Cabral-Formation
- Rio-do-Rastro-Formation
- Irati-Formation

In diesen Formationen sind mehrere Fossillagerstätten enthalten, in denen eine reichhaltige Fauna urzeitlicher Landwirbeltiere überliefert ist. Unter anderem stieß 1936 ein Grabungstrupp unter der Leitung des Paläontologen Llewellyn Ivor Price in der Santa-Maria-Formation nahe der namensgebenden Stadt Santa Maria auf die Fossilien des ersten in Brasilien gefundenen Dinosauriers und eines der stammesgeschichtlich frühesten Dinosaurier. Die Fossilien wurden später unter dem Namen Staurikosaurus pricei beschrieben.
Die Sedimentgesteine im Stadtgebiet von Mata, São Pedro do Sul und Santa Maria im Westen des Geoparks sind zudem paläobotanisch bedeutend. So befinden sich in einem 70 Quadratkilometer großen Gebiet mehrere Fundstellen mit versteinerten Baumstämmen.
Am Ende des Perms kam es zu einem Massenaussterben, dem 95 % der damals vorhandenen Arten zum Opfer fielen. Dies führte in der anschließenden Trias zu großen Umwälzungen unter den überlebenden Taxa. Folgende Fossilfunde auf dem Gebiet der Paleorrota konnten dazu beitragen, die faunistischen Änderungen besser zu verstehen:
- Staurikosaurus, einer der ältesten Echsenbeckensaurier
- Sacisaurus, möglicherweise der älteste Vogelbeckensaurier
- Pelycosaurier. Aus ihnen gingen später die Cynodontier hervor, die ihrerseits wiederum zu den Säugetieren überleiteten. Die Fossilfunde des Geoparks sind daher sehr wichtig für das Verständnis der Säugetierevolution.

## CAPPA – Paläontologisches Forschungszentrum
CAPPA (Paläontologisches Forschungszentrum) oder (Centro de Apoio a Pesquisa Paleontológica) auf Portugiesisch. Die im Bau befindliche Forschungseinrichtung ist in der Stadt São João do Polêsine im brasilianischen Bundesstaat Rio Grande do Sul beheimatet, sie liegt an der Bundesstaatsstraße RS 149 in der Nähe des Denkmals Nossa Senhora da Salete. Vorgesehen sind ein Museum, Forschungslabors, ein Auditorium, ein Hörsaal, Unterkünfte, Restaurant sowie verschiedene Dienstleistungen für Besucher, Forschungspersonal und Paläontologiestudenten. Ziel dieser Einrichtung ist die Unterstützung paläontologischer Forschungsarbeiten im Geopark Paleorrota.
Die Einrichtung wird 2649 Quadratmeter Grundfläche einnehmen. Die Bauarbeiten erfolgen in drei Abschnitten, wobei der erste Abschnitt bereits fertiggestellt worden ist. Dieses Projekt wird von Petrobras und Eletrobrás finanziell unterstützt.

## Städte
| Der Geopark Paleorrota umfasst 21 Städte in Rio Grande do Sul | Der Geopark Paleorrota umfasst 21 Städte in Rio Grande do Sul |
| Stadt                                                         | Information |
| ------------------------------------------------------------- | --- |
| Porto Alegre                                                  | Obwohl Porto Alegre nicht auf triassischem Untergrund liegt, so verfügt es im Bundesstaat Rio Grande do Sul dennoch über die meisten Paläontologen und kann außerdem zahlreiche Museen, Institutionen und Universitäten vorweisen: 1. UFRGS hat eine große Anzahl von Wirbeltierpaläontologen und beherbergt das Paläontologische Museum Irajá Damiani Pinto. An der UFGRS wurde 1998 auch das erste brasilianische Symposium der Wirbeltierpaläontologie abgehalten. 2. Die PUCRS hat ebenfalls zur Paleorrota beigetragen. In ihrem bedeutenden Museum für Wissenschaft und Technik sind Fossilien aus der Umgebung zu besichtigen. 3. Die UNISINOS verfügt über eine Gruppe von Paläobotanikern. 4. Das in den Botanischen Garten von Porto Alegre integrierte Naturwissenschaftliche Museum hat Fossilien aus dem Geopark zur Ausstellung. |
| Santa Maria                                                   | Santa Maria ist auf sehr fossilreichen Schichten erbaut worden, so befinden sich allein im Stadtgebiet 22 Aufschlüsse. In einigen städtischen Museen sind Dinosaurier zu sehen. Im Jahr 2006 wurde an der UFSM das fünfte brasilianische Symposium der Wirbeltierpaläontologie abgehalten. In Santa Maria wurde neben zahllosen anderen Fossilien auch der Erstfund von Staurikosaurus gemacht. Im Stadtgebiet befinden sich folgende Fossilfundstellen: 1. Fossilfundstelle Arroio Cancela. 2. Fossilfundstelle Largo Padre Daniel Cargnin. 3. Fossilfundstelle Bela Vista. 4. Fossilfundstelle Jazigo Cinco. 5. Fossilfundstelle Sanga do Alemoa. Folgende städtische Museen haben Fossilien zur Ausstellung: 1. Edukatives Museum Gama D'Eça. 2. Museum Vincente Pallotti.                                                                  |
| Candelária                                                    | In der Umgebung von Candelária wurden ebenfalls Wirbeltierfunde gemacht. So wurde z. B. im Jahr 2000 der Thecodontier Karamuru entdeckt. Allein im Stadtgebiet befinden sich 17 Aufschlüsse. Städtisches Museum mit ausgestellten Fossilien: 1. Museum Aristides Carlos Rodrigues. |
| São Pedro do Sul                                              | São Pedro do Sul besitzt ein größeres Vorkommen von versteinerten Baumstämmen und beherbergt außerdem ein Museum mit Dinosauriern. Die Stadt liegt 40 km westlich von Santa Maria. Im Jahr 1938 fand hier der deutsche Paläontologe Friedrich von Huene den Thecodontier Prestosuchus chiniquensis. 1. Fossilfundstelle Chiniquá. Städtisches Museum mit ausgestellten Fossilien: 1. Paläontologisches und Archäologisches Museum Walter Ilha. |
| Mata                                                          | In Mata befinden sich ebenfalls große Vorkommen von versteinerten Bäumen. Städtisches Museum mit ausgestellten Fossilien: 1. Museum Daniel Cargnin. |
| São João do Polêsine                                          | São João do Polêsine liegt ungefähr 50 Kilometer von Santa Maria entfernt. Im Stadtgebiet befinden sich Fossilfundstellen. Das CAPPA (Paläontologisches Forschungszentrum) steht hier im Ausbau. |
| Agudo                                                         | In Agudo wurde Sacisaurus entdeckt. |
| São Martinho da Serra                                         | Nur 13 Kilometer von Santa Maria entfernt wurde hier der Fund eines Unaysaurus gemacht. 1. Fossilfundstelle Agua Negra. |
| Dona Francisca                                                | Gleichfalls in der Nähe von Santa Maria gelegen. Auch in Dona Francisca gibt es fossilführende Aufschlüsse. Im Jahr 2008 wurde hier ein 240 Millionen Jahre alter Cynodontier (Luangwa entdeckt. |
| Faxinal do Soturno                                            | Nördlich von Santa Maria gelegen. Faxinal do Soturno besitzt ebenfalls Fossilfundstellen. |
| Cachoeira do Sul                                              | Die Fundstellen befinden sich im Norden der Stadt. In Agudo, unweit von Cachoeira do Sul, gelang der ULBRA der Fund von den versteinerten Überresten eines Sacisaurus. |
| São Gabriel                                                   | In São Gabriel tauchten die 270 Millionen Jahre alten Überreste eines urtümlichen Amphibiums aus dem Perm auf. Es stehen hier die folgenden drei Formationen an: 1. Sanga-do-Cabral-Formation (Aufgegebene Eisenbahnlinie zwischen Dilermando de Aguiar und São Gabriel). Alter: Obere Trias. 2. Rio-do-Rastro-Formation (Posto Queimado). Alter: Oberes Perm. 3. Irati-Formation (Passo São Borja). Alter: Oberes Perm. |
| Aceguá                                                        | Aufschlüsse der oberpermischen Rio-do-Rastro-Formation liegen entlang der Staatsstraße BR-153 von Aceguá nach Bagé. |
| Bagé                                                          | Aufschlüsse der oberpermischen Rio-do-Rastro-Formation liegen entlang der Staatsstraße BR-153 von Aceguá nach Bagé. |
| Dilermando de Aguiar                                          | In Dilermando de Aguiar tritt die untertriassische Sanga-do-Cabral-Formation zu Tage, Aufschlüsse befinden sich entlang der aufgegebenen Bahnlinie von Dilermando de Aguiar nach São Gabriel). |
| Santa Cruz do Sul                                             | Hier wurde die Versteinerung eines Cynodontier gefunden. |

## Geschichtliches
Quelle: UFSM und UFRGS.

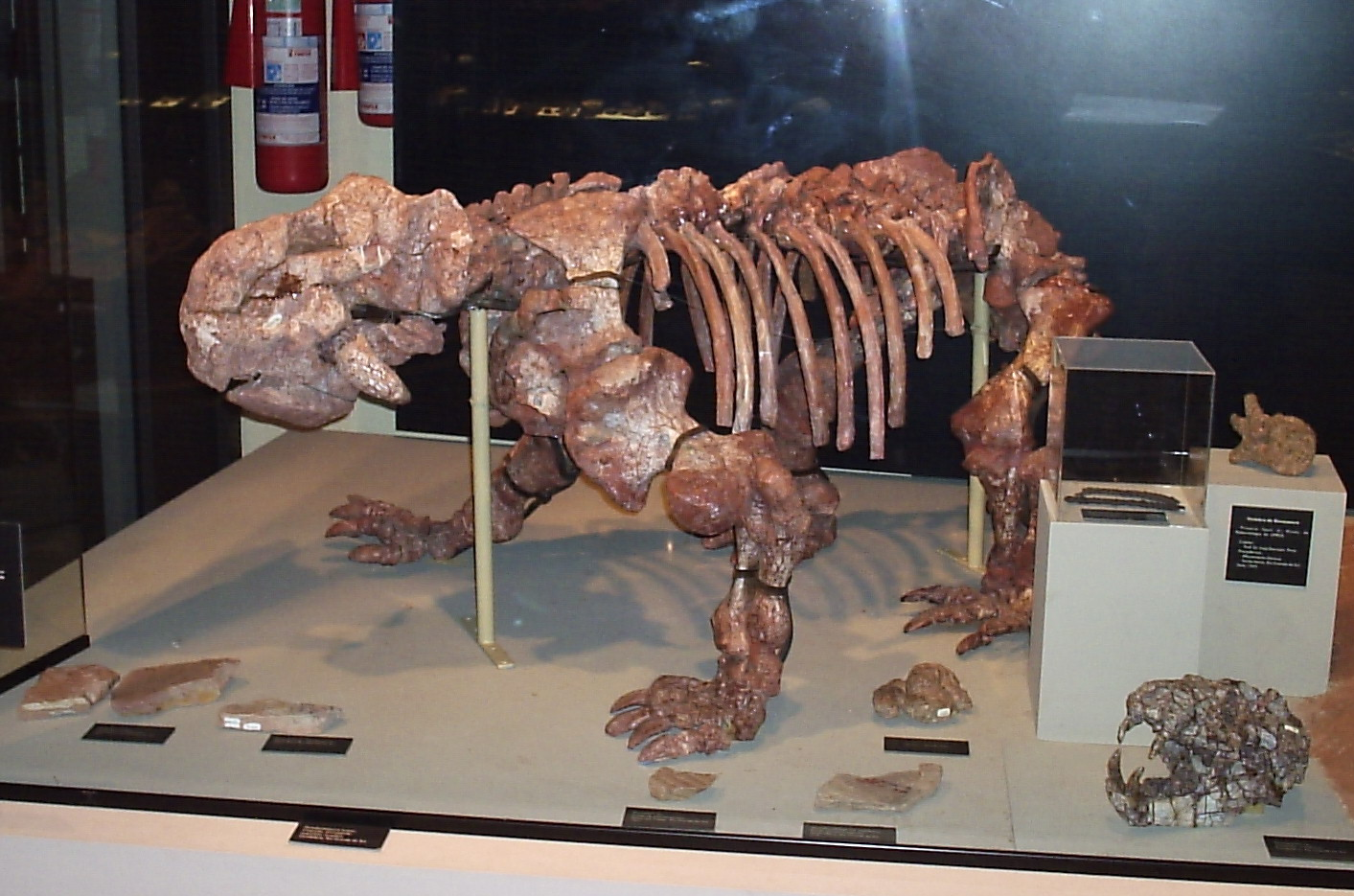
Dicynodontier

Im Jahr 1902 wurden unter der Leitung von Dr. Jango Fischer die ersten paläontologischen Untersuchungen in Santa Maria durchgeführt. In der Nähe des Alemoa-Hügels – einer zwischen dem Stadtgebiet und dem ehemaligen Distrikt Camobi gelegenen Felsenlandschaft – wurden organische Versteinerungen angetroffen. Jango Fischer sandte dann einige der Überreste an Prof. Dr. Herrmann von Ihering, dem Museumsdirektor von São Paulo. Unter den Resten befanden sich drei nahezu vollständige Wirbel, ein Wirbelrest, ein Finger mit vier Fingergliedern und eine einzelne Zehe. Von Ihering leitete seinerseits dieses Material für genauere Untersuchungen an Arthur Smith Woodward weiter, einem herausragenden Paläontologen des British Museum in London. Woodward erkannte in dem ihm zugesandten Material die fossilen Überreste eines landbewohnenden Reptils und damit den ersten derartigen Fund aus Südamerika. Er verlieh dem Taxon den Namen Scaphonyx fischeri (mittlerweile Hyprodapedon), der Gattungsname bedeutet hierbei «Kanuklaue» mit Hinblick auf die großen Krallen, der Artname ehrt den Entdecker Jango Fischer.
In der Folgezeit richtete sich das wissenschaftliche Hauptaugenmerk daher auf Santa Maria und es wurden mehrere wissenschaftliche Expeditionen dorthin ausgesandt. Eine dieser Expeditionen wurde 1928–29 von dem deutschen Paläontologen Friedrich von Huene geleitet. Viele der von seiner Expedition gefundenen Fossilien befinden sich jetzt an der Universität Tübingen. Zwischen den 1930er und 1950er Jahren wurden mehrere Expeditionen von Llewellyn Ivor Price organisiert, dem Leiter des Paläontologischen Büros in Rio de Janeiro. Price untersuchte hierbei hauptsächlich Stadtgebiet und Umgebung von São Pedro do Sul, Santa Maria und Candelária.
Viele Fossilfunde gehen auf die unermüdliche und unbezahlte Arbeit der beiden Priester Daniel Cargnin und Abraham Cargnin zurück. Die Funde bereichern jetzt die Sammlungen mehrerer Museen, wie z. B. das  Museum Vincente Pallotti. Dem mittlerweile verstorbenen Daniel Cargnin zu Ehren wurden verschiedene Taxa mit seinem Namen belegt.
Ab den Sechzigern erhielt mit der Gründung des Geologischen Instituts an der UFRGS die geologische Kartierung des Bundesstaates mittels Diplomanden und Doktoranden einen enormen Auftrieb, was seinerseits wiederum die paläontologischen Kenntnisse der anstehenden Sedimentgesteine bereicherte.
In den Siebzigern und Achtzigern führte der Amateurpaläontologe Walter Ilha aus São Pedro do Sul seine Fossilsuchen in der Region durch. Er trug außerdem reichhaltig an Literatur (Bibliographien, Bücher und Zeitschriften) zur Thematik zusammen. Bis zu seinem Tod im Jahr 1987 war er überdies tatkräftig am Bau eines städtischen Museums engagiert. Dieses Museum nahm später ihm zu Ehren den Namen Paläontologisches und Archäologisches Museum Walter Ilha an.

## Erhaltungszustand der Fossilien

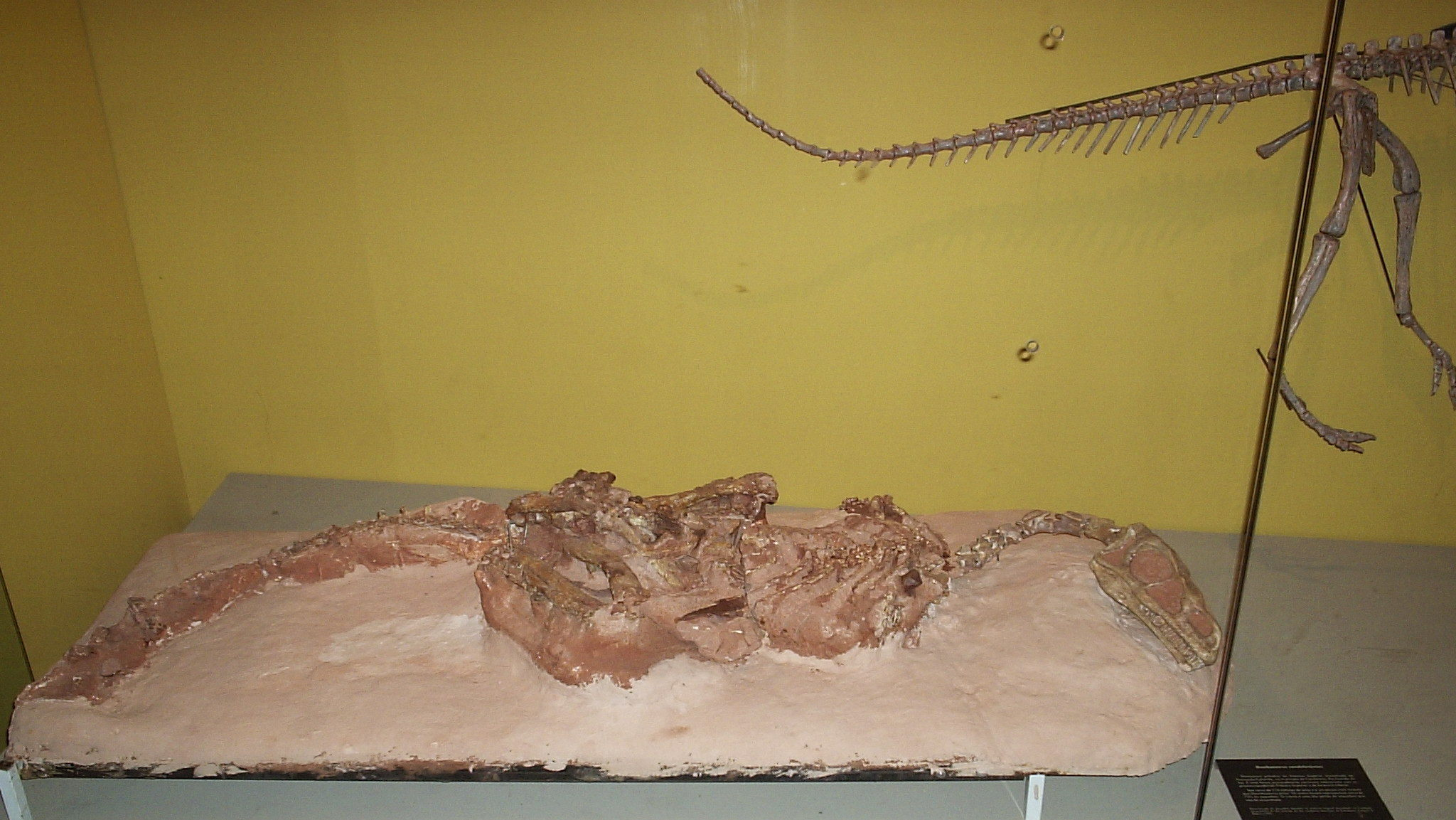
Guaibasaurus.

Die versteinerten Wirbeltiere sind in Rotsedimente eingebettet. Ihr Erhaltungszustand hängt vom jeweils vorherrschenden Fossilisationsprozess ab:
- Ohne Kalziumkarbonat nehmen die Versteinerungen eine weiße Farbtönung an und sind recht leicht in Wasser löslich.
- Mit Kalziumkarbonat erscheinen die Fossilien rostfarben mit betonähnlicher Konstitution.

Bei einem ganz bestimmten Idealwert an Kalziumkarbonat sind die Versteinerungen undeformiert und in Wasser unlöslich. Überschüssiges Kalziumkarbonat führt zur Deformation und verleiht dem Fossil einen aufgeschwollenen Eindruck. Bei sehr hohen Gehalten an Kalziumkarbonat zerbröselt das Fossil förmlich und ist in Wasser löslich.
Ein weiteres bedeutsames Phänomen ist langsames Bodenkriechen, welches über die Jahrmillionen hinweg die Versteinerungen verformen kann und ihnen manchmal leichte Wellungen aufprägt.
Das anstehende Gestein im Geopark von Paleorrota wird meist von Böden überdeckt. Nur etwa ein Prozent des Anstehenden ist in Bächen, Flussläufen, Seen und Straßenanschnitten freigelegt worden.

## Geologische Formationen
| Geologische Formationen des Geoparks | Geologische Formationen des Geoparks | Geologische Formationen des Geoparks | Geologische Formationen des Geoparks                                                                           |
| Formation                            | Alter                                | Stadt | Fauna |
| ------------------------------------ | ------------------------------------ | --- | --- |
| Caturrita                            | Obere Trias                          | - Santa Maria - Candelária - São Pedro do Sul - Mata - Santa Cruz do Sul - Cachoeira do Sul - São João do Polêsine - Faxinal do Soturno - Dona Francisca - Agudo - São Martinho da Serra | - Dinosaurier - Rhynchosaurier - Thecodontia - Dicynodontier - Cynodontier - Sphenodontia                      |
| Santa Maria                          | Obere Trias Mittlere Trias           | - Santa Maria - Candelária - São Pedro do Sul - Mata - Santa Cruz do Sul - Cachoeira do Sul - São João do Polêsine - Faxinal do Soturno - Dona Francisca - Agudo - São Martinho da Serra | - Dinosaurier - Rhynchosaurier - Thecodontia - Dicynodontier - Cynodontier - Sphenodontia - Procolophon pricei |
| Sanga do Cabral                      | Untere Trias                         | - São Gabriel - Dilermando de Aguiar | - Amphibien - Procolophon pricei - Protorosaurus - Pareiasaurier - Dinocephalia                                |
| Rio do Rastro                        | Oberes Perm                          | - Aceguá - Bagé - São Gabriel | - Amphibien - Dicynodontier                                                                                    |
| Irati                                | Oberes Perm                          | - São Gabriel | - Mesosaurus                                                                                                   |

## Gesetzliche Regelungen
Seit den 1940ern betrachtet die Bundesgesetzgebung Fossilien als Staatseigentum. Im Jahr 2001 wurden Gesetze zum Schutz der Fossilien des Geoparks Paleorrota verabschiedet. Sie lauten:
- Fossilien sind kulturelles Staatserbe.
- Nur Paläontologen oder technische Angestellte von anerkannten Institutionen dürfen Fossilien sammeln.
- Fremdinstitutionen dürfen bei Forschungsprojekten ortsansässiger Institute nur unterstützend tätig werden.
- Der Besuch paläontologischer Fundstellen ist nur unter autorisierter Begleitung gestattet.
- Der Transport von Fossilien bedarf einer Genehmigung und ist nur mit einer Rückgabegarantie erlaubt.
- Die einzigen erlaubten Aktivitäten kommerzieller Natur sind Rundfahrten mit autorisiertem Führungspersonal.

Die vollständigen Vorschriften sind bei der Brasilianischen Gesellschaft für Paläontologie einzusehen.